# Paraguayská válka
Paraguayská válka, známá též jako válka trojí aliance  (španělsky Guerra de la Triple Alianza nebo Guerra del Paraguay) byl vojenský konflikt mezi Paraguayí a aliancí Brazílie, Argentiny a Uruguaye trvající 6 let (1864–1870). Byla to nejkrvavější válka v dějinách latinské Ameriky, zdevastovala Paraguay a byla v ní zabita většina mužů z paraguayské populace.

## Příčiny a vypuknutí války

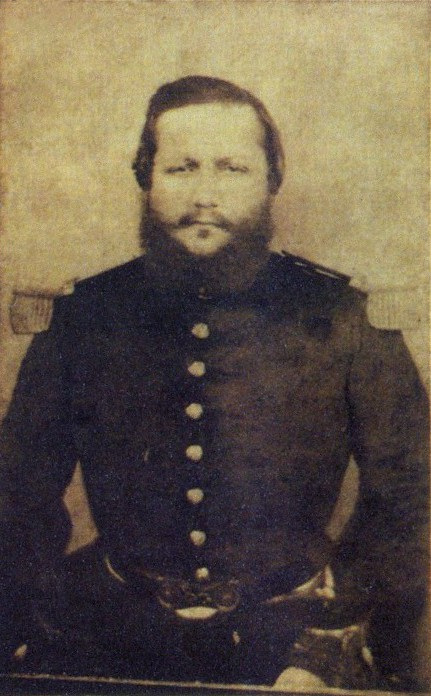
Francisco Solano López, paraguayský diktátor.

V Uruguayi zahájil v dubnu v roce 1863 vůdce Liberální strany (Colorados) Venancio Flores povstání proti vládě Konzervativní strany (Blancos), které bylo podporováno jak Argentinou, tak Brazílií. Vláda Uruguaye se tak dostala do nelehké situace a hledala pomoc u Paraguaye, která měla na tehdejší podmínky velké a dobře vycvičené vojsko, vyspělou ekonomiku, a byla proto považována za regionální velmoc. V Paraguayi vládl od roku 1862 diktátor Francisco Solano López. López se obával, že by se vítězstvím povstalců narušila regionální rovnováha sil a že by Brazilci a Argentinci mohli v případě úspěchu v Uruguayi stejným způsobem postupovat také proti jeho vládě. Přijal proto výzvu Blancos a žádal ukončení brazilského zasahování v Uruguayi. Protože Brazílie na jeho výzvu reagovala záporně, zabavil brazilskou loď na řece Paraguay, posádku a na palubě se nacházejícího se guvernéra provincie Mato Grosso uvěznil a vyhlásil Brazílii v prosinci roku 1864 válku. Nato paraguayské vojsko vniklo do provincie Mato Grosso, kde se setkalo jen se slabým odporem. Brazilci však soustředili své síly na daleko důležitější bojiště, na Uruguay. Tam byli úspěšní; 20. února 1865 dobyli a obsadili hlavní město Montevideo a dosadili Florese za prezidenta. Tím byla válka v Uruguayi pro Paraguayí podporovanou stranu prohraná.
Aby mohl López zakročit proti brazilským oddílům v Uruguayi, žádal od argentinského prezidenta Bartolomea Mitry povolení k přechodu svého vojska přes argentinskou provincii Corrientes. Argentina, která byla ve válce oficiálně neutrální, de facto ale nechala brazilské loďstvo pohybovat se ve svých výsostných vodách, odmítla. Na to 18. března 1865 Paraguay vypověděla válku Argentině. López disponoval dobře vycvičeným vojskem o síle asi 60 000 mužů (38 000 mužů v pozemní armádě, 22 000 v námořnictvu a milicích národní gardy) proti nepřipravenému protivníkovi, který ze začátku mohl povolat pouze asi 28 000 mužů (Brazílie 16 000, Argentina 8 000 a Uruguay 4 000).

## Průběh bojů

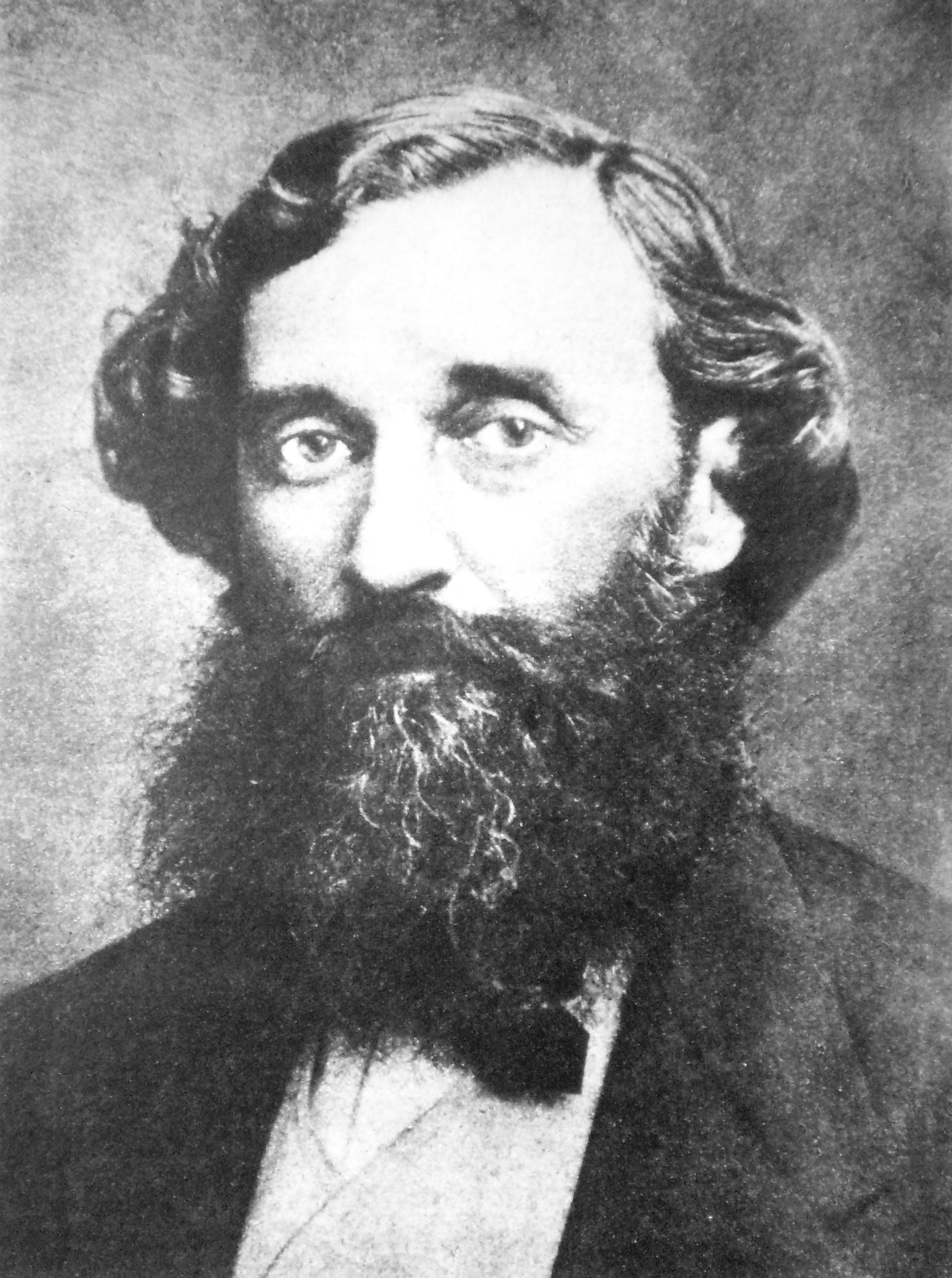
Bartolomé Mitre

Paraguayské oddíly postupovaly přes Corrientes rychle, nenarazily zde na téměř žádný odpor a dobyly město Corrientes. 1. května 1865 se Brazílie, Argentina a Uruguay spojily a vytvořily Trojspolek podepsáním smlouvy o společném postupu ve vedení války proti Paraguayi. Zavázaly se, že budou postupovat společně až do úplné porážky Lópeze.
Spojeneckou armádu do boje s Paraguayí vedli Argentinec Bartolomé Mitre, Uruguayec Venancio Flores a Brazilec Lois Ozorio.
11. června 1865 se odehrála na řece Paraná bitva u Riachuelo. Brazilské loďstvo vedené Franciscem Manuelem Barrosem da Silva bitvu vyhrálo, zcela zničilo silné paraguayské loďstvo, a předešlo tak okupaci Argentiny Paraguayí. Tato bitva předurčila další průběh války, protože umožnila spojencům kontrolovat ústí La Platy.
V srpnu a září 1865 Lopezovy oddíly dvakrát těžce prohrály, u Yatai s jednotkami Venancia Florese a u Uruguayana s jednotkami Mitreho, který už mohl v Paraguayi operovat se 47 000 muži. López musel opustit své pozice u Itapua. 24. května 1866 utrpěla Lopezova armáda těžkou porážku v bitvě u Paso de Patria. Údaje o jejich ztrátách silně kolísají, ale v každém případě tu ztratili své nejlepší vojáky. Spojenci ale promeškali příležitost převzít ihned iniciativu, a tak mohla Paraguay mobilizovat, seskupit a doplnit stavy vojska.

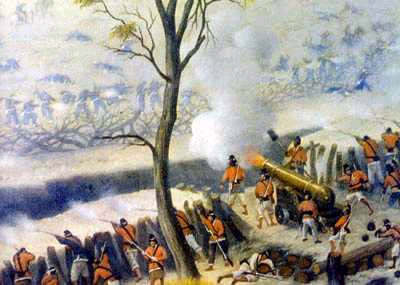
Bitva u Curupaiti (1866)

Brazilské loďstvo se svým silným dělostřelectvem ovládalo řeky Paraná a Paraguay, Paraguayci tak neměli spojení s Atlantikem. Spojenci chtěli postupovat podél řeky Paraguay k hlavnímu městu Paraguaye Asunción, který leží právě u této řeky. K tomu ale museli nejdříve dobýt pevnost Humaita. První útok na pobřežní pozice Curupaiti, jižně od Humaita, byl v září 1866 Paraguayci odražen. V únoru 1867 se musel Mitre kvůli vnitropolitickým problémům vrátit do Buenos Aires. Nejvyšší velení spojenců převzal brazilský generál Luís Alves de Lima e Silva, pozdější Duque de Caxias. V obou armádách zuřila cholera. V červenci 1868 Humaita po dlouhém obléhání padla.
Navzdory úspěchům aliance byly Brazílie, Uruguay a Argentina válkou unaveny. Opakovaně pokusy ukončit boje však byly neúspěšné hlavně kvůli tomu, že López nebyl ochoten odstoupit.
V prosinci 1868 došlo u Lomas Valentinas nedaleko od Asunciónu k poslední velké bitvě. Obě strany utrpěly velké ztráty a na konci bitvy byla paraguayská armáda zničena. López opustil hlavní město Asunción a stáhl se na sever. 1. ledna 1869 vtrhly do Asunciónu brazilské jednotky pod velením Herma Ernesta da Fonseca, otce pozdějšího prezidenta Herma Rodrigues da Fonseca. 5. ledna je následoval Caxias s ostatními jednotkami. López nechtěl kapitulovat, ale umožnil to dětem a starcům a přemístil hlavní město do Piribebuy.
V závěrečné fázi války převzal 22. března 1869 velení aliančního vojska hrabě z Eu, zeť brazilského císaře. Osvědčil se jako schopný velitel a dovedl válku k vítěznému konci. V srpnu 1869 padl Piribebuy. Alianční oddíly pronásledovaly zbytky z Lópezovy armády po Paraguayi.
Na severovýchodě Paraguaye shromáždil López několik tisíc bojovníků, ovšem 1. března 1870 byla tato skupina u Aquirabánu poražena a López byl zabit, když se nechtěl nechal zajmout.

## Důsledky války
Podle mírové smlouvy z 20. června 1870 musela Paraguay přenechat asi 144 000 km² svého území (přibližně 50 %) Brazílii a Argentině. Argentina zabrala region Misiones a část regionu Chaco mezi řekami Bermejo a Pilcomayo. Brazílie připojila získané území k provincii (později spolkový stát) Mato Grosso; po rozčlenění Mato Grosso v roce 1979 patří dnes území k brazilskému spolkovému státu Mato Grosso do Sul. Poslední brazilská okupační vojska se stáhla ze zbytku Paraguaye až v roce 1876.
Válka stála všechny zúčastněné země více než 2 miliony lidských životů a tím je v poměru k počtu obyvatel jednou z nejničivějších válek světových dějin. Podle odhadů byla paraguayská populace redukována z asi 500 000 obyvatel na asi 116 000[zdroj?]; mnoho přeživších bylo invalidních a z mužské populace zůstal pouze zlomek. Paraguay byl dříve ekonomicky pokrokovým a silným státem, ale tohoto stavu se už nepodařilo dosáhnout.

## Paraguayská legie
Po vypuknutí války se členové Asociacion Paraguaye nacházející se ve vyhnanství formovali do Legion Paraguaye. Vůdci legionářů byli Juan Francisco Decoud a Fernando Iturburu. Až 20. března 1869, krátce před koncem války, jim dovolil generál Emilio Mitre bojovat jako samostatná jednotka pod paraguayskou vlajkou. Většina legionářů se vrátila po skončení války do Paraguaye a zajistila si vlivné pozice. Dodnes jsou členové pocházející z Liberální strany označování jako legionáři, ačkoli členy legie bylo 23 zakládajících členů tehdejší strany Colorado.

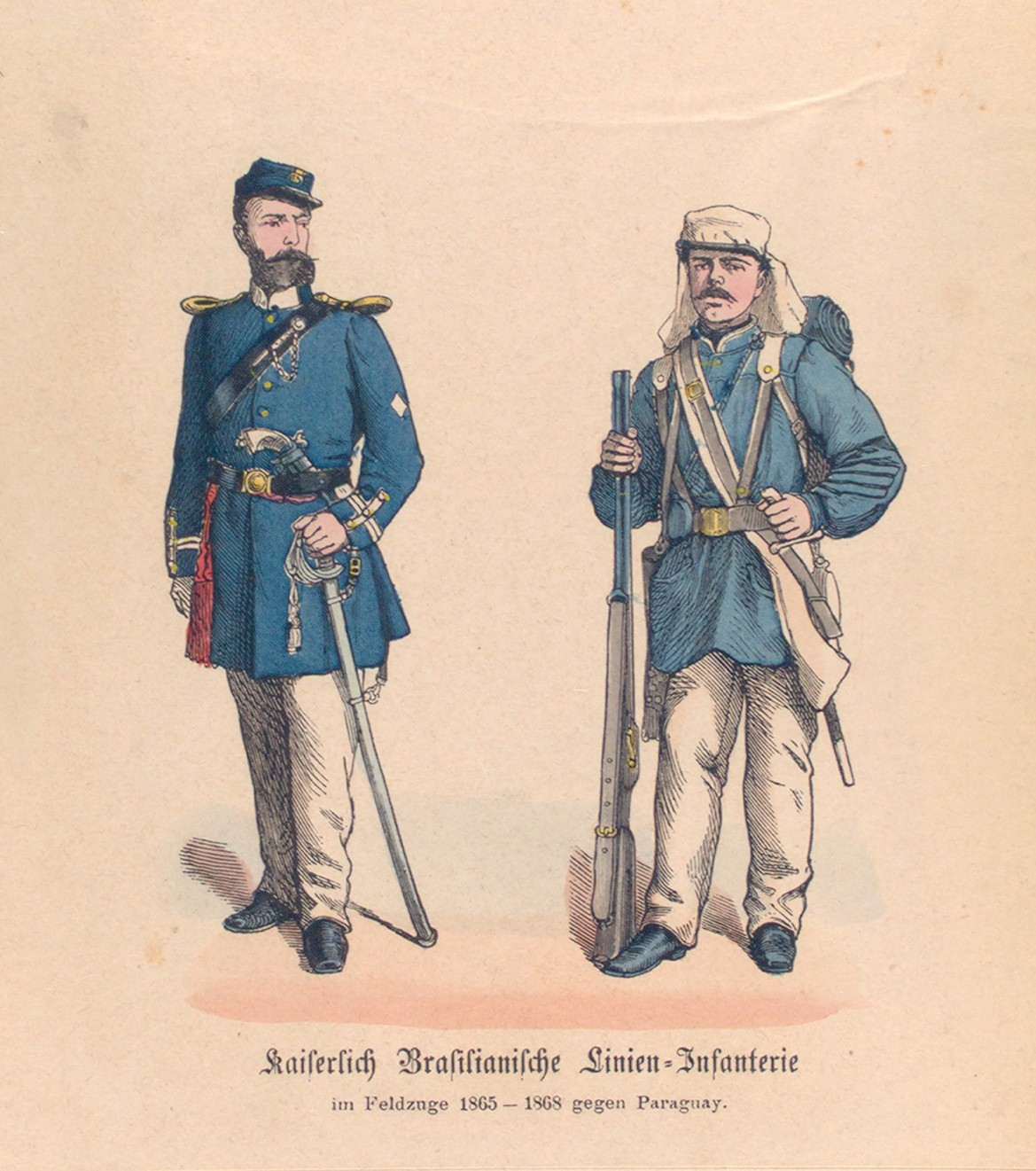
Brazilský důstojník a voják.
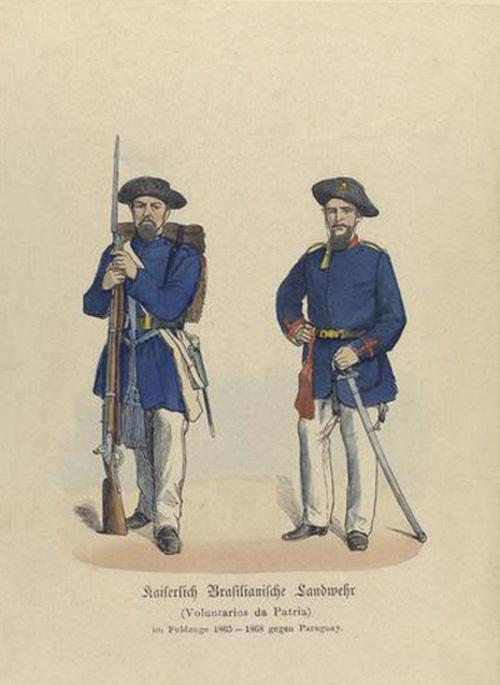
Brazilští dobrovolníci.
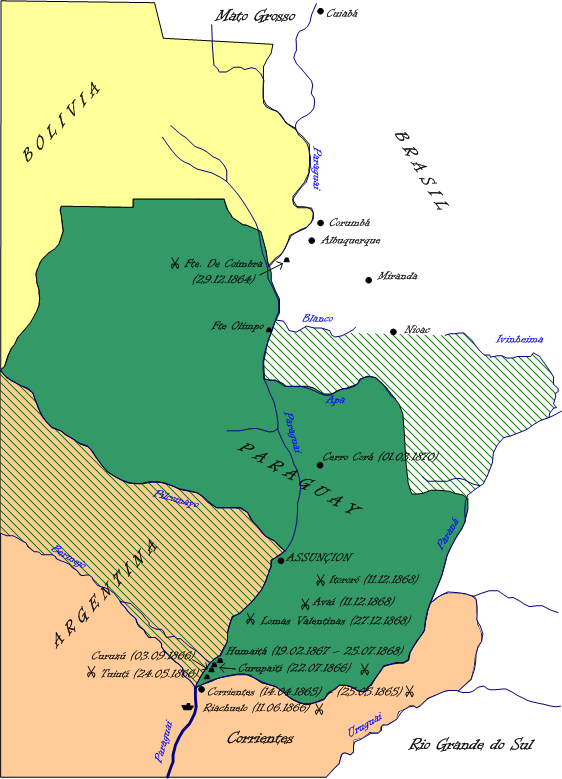
Mapa bojů.
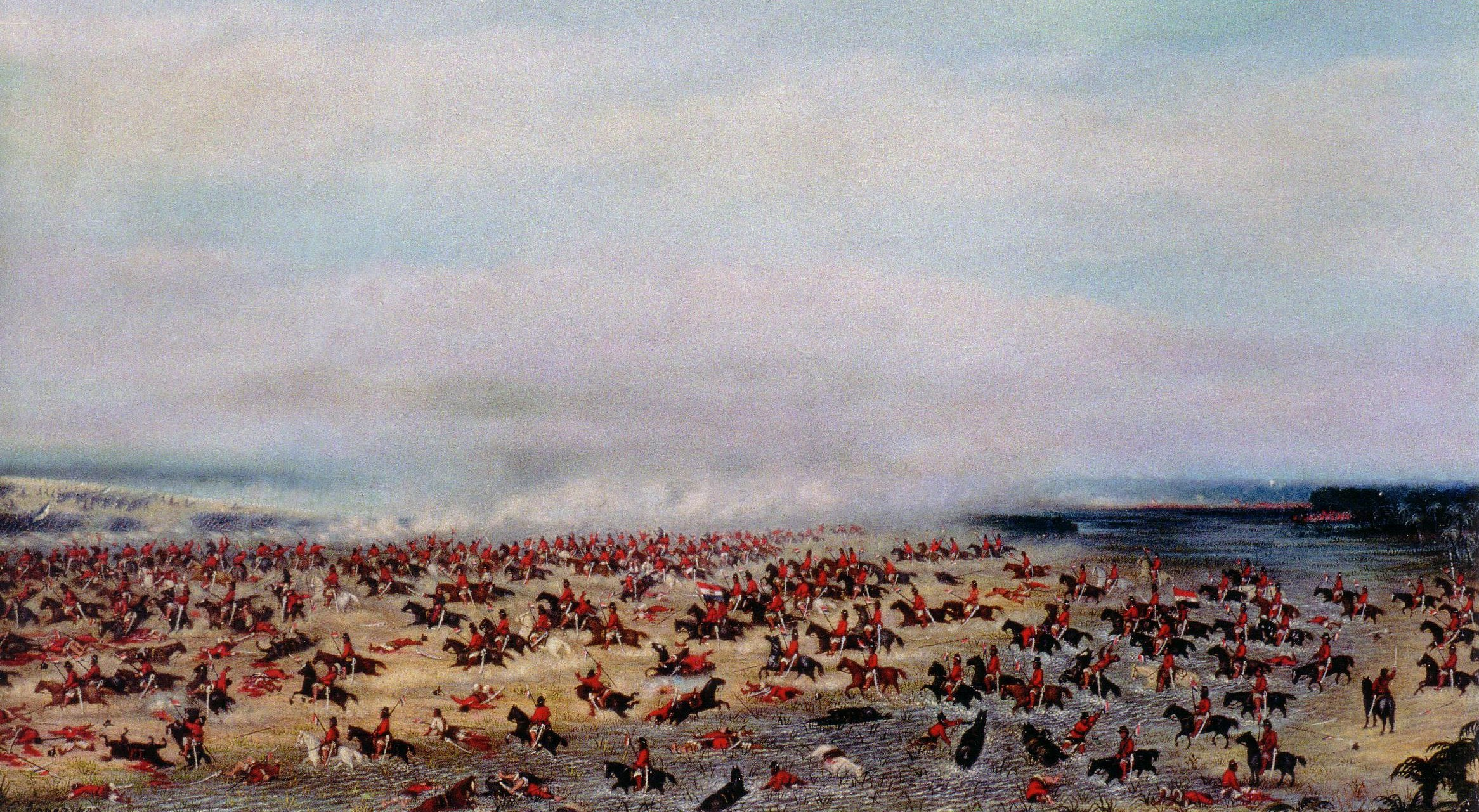
Bitva u Tuyuti.
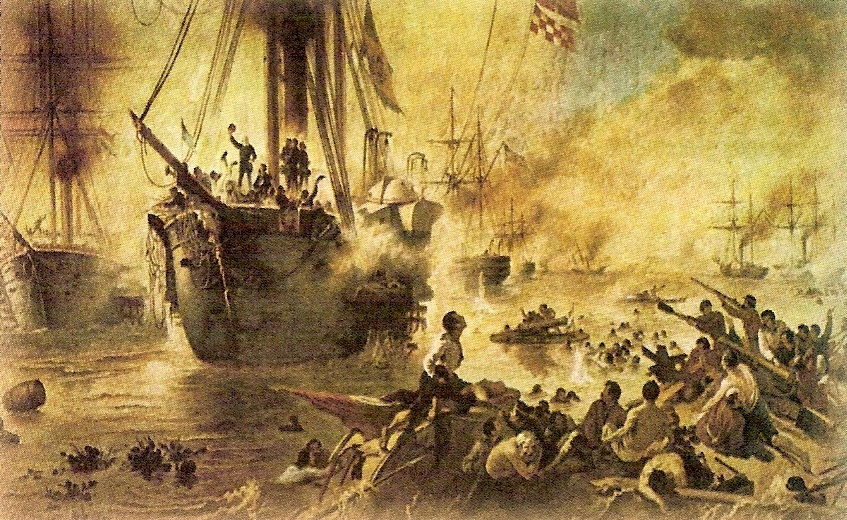
Bitva u Riachuelo.